# Championnats du monde de VTT et de trial 2016
Pour les articles homonymes, voir Trial (homonymie).
Navigation
2015 2017
Les championnats du monde de VTT et de trial 2016 ont lieu en deux lieux et dates différents. Les épreuves de cross-country et de cross-country éliminatoire ont lieu à Nové Město na Moravě en République tchèque du 28 juin au 3 juillet 2016 et les épreuves de descente, four-cross et trial sont disputées à Val di Sole en Italie du 29 août au 11 septembre.

## Médaillés

### Cross-country
| Épreuves            | Or                                                                         | Or              | Argent                                                             | Argent       | Bronze                                                    | Bronze       |
| ------------------- | -------------------------------------------------------------------------- | --------------- | ------------------------------------------------------------------ | ------------ | --------------------------------------------------------- | ------------ |
| Hommes              | Nino Schurter                                                              | 1 h 28 min 20 s | Jaroslav Kulhavy                                                   | + 17 s       | Julien Absalon                                            | + 30 s       |
| Femmes              | Annika Langvad                                                             | 1 h 30 min 13 s | Lea Davison                                                        | + 1 min 12 s | Emily Batty                                               | + 1 min 44 s |
| Hommes, - de 23 ans | Samuel Gaze                                                                | 1 h 17 min 57 s | Victor Koretzky                                                    | + 50 s       | Marcel Guerrini                                           | + 1 min 4 s  |
| Femmes, - de 23 ans | Jenny Rissveds                                                             | 1 h 16 min 8 s  | Sina Frei                                                          | + 1 min 4 s  | Alessandra Keller                                         | + 1 min 22 s |
| Hommes, juniors     | Thomas Bonnet                                                              | 1 h 8 min 32 s  | Vital Albin                                                        | + 36 s       | Tobias Johannessen                                        | + 1 min      |
| Femmes, juniors     | Ida Jansson                                                                | 1 h 2 min 30 s  | Lisa Pasteiner                                                     | + 25 s       | Martina Berta                                             | + 1 min 50 s |
| Relais mixte        | France Victor Koretzky Benjamin Le Ny Pauline Ferrand-Prévot Jordan Sarrou | 59 min 49 s     | Tchéquie Matěj Průdek Richard Holec Katerina Nash Jaroslav Kulhavy | + 16 s       | Suisse Filippo Colombo Vital Albin Sina Frei Lars Forster | + 37 s       |

### Cross-country éliminatoire
| Épreuves | Or                | Argent             | Bronze          |
| -------- | ----------------- | ------------------ | --------------- |
| Hommes   | Daniel Federspiel | Simon Gegenheimer  | Fabrice Mels    |
| Femmes   | Linda Indergand   | Kathrin Stirnemann | Ramona Forchini |

### Descente
| Épreuves        | Or                 | Or | Argent             | Argent | Bronze        | Bronze |
| --------------- | ------------------ | -- | ------------------ | ------ | ------------- | ------ |
| Hommes          | Danny Hart         |    | Laurie Greenland   | +      | Florent Payet | +      |
| Femmes          | Rachel Atherton    |    | Myriam Nicole      | +      | Tracey Hannah | +      |
| Hommes, juniors | Finn Iles          |    | Magnus Manson      | +      | Gaëtan Vigé   | +      |
| Femmes, juniors | Alessia Missiaggia |    | Samantha Kingshill | +      | Flora Lesoin  | +      |

### Four Cross
| Épreuves                   | Or                | Argent          | Bronze         |
| -------------------------- | ----------------- | --------------- | -------------- |
| Hommes résultats détaillés | Mitja Ergaver     | Hannes Slavik   | Luke Cryer     |
| Femmes résultats détaillés | Caroline Buchanan | Franziska Meyer | Anneke Beerten |

### Trial
| Épreuves                  | Or                                                                                | Or  | Argent                                                                    | Argent | Bronze                                                                             | Bronze |
| ------------------------- | --------------------------------------------------------------------------------- | --- | ------------------------------------------------------------------------- | ------ | ---------------------------------------------------------------------------------- | ------ |
| Hommes 26 pouces          | Jack Carthy                                                                       | pts | Gilles Coustellier                                                        | pts    | Kenny Belaey                                                                       | pts    |
| Hommes 20 pouces          | Abel Mustieles                                                                    | pts | Benito Ros                                                                | pts    | Ion Areitio                                                                        | pts    |
| Femmes                    | Nina Reichenbach                                                                  | pts | Janine Jungfels                                                           | pts    | Perrine Devahive                                                                   | pts    |
| Hommes, juniors 26 pouces | Nicolas Vallée                                                                    | pts | Jordi Araque                                                              | pts    | Noah Cardona                                                                       | pts    |
| Hommes, juniors 20 pouces | Eloi Palau                                                                        | pts | Nicolas Vallée                                                            | pts    | Samuel Hlavatý                                                                     | pts    |
| Par équipes               | France Vincent Hermance Alex Rudeau Manon Basseville Louis Grillon Nicolas Vallée | pts | Espagne Irene Caminos Jordi Araque Eloi Palau Rafael Tibau Abel Mustieles | pts    | Allemagne Raphael Pils Jonas Friedrich Jannis Oing Nina Reichenbach Dominik Oswald | pts    |

## Tableau des médailles
| Rang  | Nation           | Or | Argent | Bronze | Total |
| ----- | ---------------- | -- | ------ | ------ | ----- |
| 1     | France           | 4  | 4      | 5      | 13    |
| 2     | Grande-Bretagne  | 3  | 1      | 1      | 5     |
| 3     | Suisse           | 2  | 3      | 4      | 9     |
| 4     | Espagne          | 2  | 3      | 1      | 6     |
| 5     | Suède            | 2  | 0      | 0      | 2     |
| 6     | Allemagne        | 1  | 2      | 1      | 4     |
| 7     | Autriche         | 1  | 2      | 0      | 3     |
| 8     | Australie        | 1  | 1      | 1      | 3     |
| 8     | Canada           | 1  | 1      | 1      | 3     |
| 10    | Italie           | 1  | 0      | 1      | 2     |
| 11    | Danemark         | 1  | 0      | 0      | 1     |
| 11    | Nouvelle-Zélande | 1  | 0      | 0      | 1     |
| 11    | Slovénie         | 1  | 0      | 0      | 1     |
| 14    | Tchéquie         | 0  | 2      | 0      | 2     |
| 14    | États-Unis       | 0  | 2      | 0      | 2     |
| 16    | Belgique         | 0  | 0      | 3      | 3     |
| 17    | Pays-Bas         | 0  | 0      | 1      | 1     |
| 17    | Norvège          | 0  | 0      | 1      | 1     |
| 17    | Slovaquie        | 0  | 0      | 1      | 1     |
| Total | Total            | 21 | 21     | 21     | 63    |